# Sam Griffiths
Sam Griffiths (Melbourne, 27 maggio 1972) è un cavaliere australiano.

## Palmarès
- Olimpiadi

Rio de Janeiro 2016: bronzo nel completo a squadre.